# 128177 Гриффін
128177 Гриффін (128177 Griffioen) — астероїд головного поясу, відкритий 5 вересня 2003 року.
Тіссеранів параметр щодо Юпітера — 3,283.